# Osobowość anankastyczna
Osobowość anankastyczna (osobowość obsesyjno-kompulsywna, z gr. ἀναγκαστικός anankastikos - kompulsja, wewnętrzny przymus) – zaburzenie osobowości, w którym występuje wzorzec zachowań zdominowany dbałością o porządek, perfekcjonizmem, kontrolą umysłową i w kontaktach interpersonalnych, kosztem elastyczności, otwartości i efektywności.

## Objawy i kryteria diagnostyczne
Osoba anankastyczna jest stale skoncentrowana i napięta, co przejawia się w jej sposobie poruszania i mówienia. Odczuwa wewnętrzny przymus postępowania wedle ściśle określonych procedur. Ma potrzebę ujęcia wszelkich spraw oraz zjawisk w sztywne ramy, a sprawy interpersonalne są dla niej czarno-białe. Jest mocno przywiązana do norm społecznych, a osoby, które nie są równie sumienne i nie przejmują się normami postępowania w takim samym stopniu, mogą wywołać złość i krytykę. Anankaści odnajdują się w powtarzalnych czynnościach, lecz nie potrafią reagować elastycznie, np. biorąc udział w spontanicznych zabawach. Codzienne relacje osoby anankastycznej mogą mieć charakter formalny i być utrzymywane w poważnym tonie, mogą też nie reagować rozbawieniem w sytuacjach, w których inni tak reagują. 
Typowymi cechami tych zaburzeń jest potrzeba osiągnięcia perfekcjonizmu i kontroli. W przypadku braku możliwości osiągnięcia takiego stanu, osoba taka może popadać w złość i frustrację. 
Do charakterystycznych cech zaliczyć można: 
- nierozumienie i racjonalizowanie własnych emocji (znajdują dla swych działań wynikających z instynktów racjonalne uzasadnienie, w które wierzą),
- trudność w wyrażaniu emocji – choć osoby anankastyczne wchodzą w związki, mają zwykle problemy w tej sferze, gdyż nie potrafią właściwie reagować na stany emocjonalne innych osób oraz źle interpretują ich intencje,
- przesadna oszczędność, skąpstwo – osobę anankastyczną  prześladują katastroficzne wizje, stąd często występuje przesadne gromadzenie pieniędzy lub przedmiotów na czarną godzinę, analogiczne problemy mogą objąć także inne sfery, np. przesadna oszczędność czasu, czy też chęć maksymalnego wykorzystania każdej dostępnej rzeczy,
- zaniedbywanie przyjemności oraz relacji międzyludzkich,
- brak elastyczności i otwartości na nowe rozwiązania,
- niezgoda na przekraczanie zasad moralnych, niewynikająca z tożsamości religijnej lub przekonań etycznych, ponadto sztywność zasad moralnych i silny upór w tym obszarze,
- nieprzyjmowanie wsparcia od innych osób,
- brak umiejętności odpoczynku i odprężenia – zamiast tego osoby takie koncentrują się na zadaniach i produktywności, uznając przy tym swoje odstępstwa za ogólnie przestrzegany standard,
- dogmatyzm i sztywna wiara w codziennym postępowaniu, np. w zdrowy styl życia, codzienne ćwiczenia fizyczne, spożywanie ściśle określonych zrównoważonych posiłków o wyliczonej wartości odżywczej, wykonywanie stałych procedur bez względu na ich zasadność,
- stałe poczucie przygnębienia i brak umiejętności przeżywania spontanicznej radości[4][5].

W przypadku nieleczenia może dojść do rozwoju konfliktowości i stopniowego ograniczania kontaktu z bliskim otoczeniem przez osoby anankastyczne, a także do oskarżania innych o nieprzestrzeganie własnych reguł, które postrzegane są przez nie jako oczywiste. Mają skłonność do niewybaczania doznanych afrontów i trwania w urazie, którą często racjonalizują. Problemy społeczne może wzmagać przesadna wrażliwość na to, jak inni ludzie oceniają działania lub osiągnięcia osoby anankastycznej. Możliwe popadanie w pracoholizm i sztywne schematy w codziennym funkcjonowaniu. Gdy dochodzi do niespodziewanej zmiany planów (np. przełożenie zaplanowanego spotkania), osoby takie czują się zbite z tropu i mogą reagować agresją. Według Dr. Erica Hollandera, odczuwają wtedy lęk i złość, które można porównać tylko do frustracji osób z zespołem Aspergera – łagodnym zaburzeniem ze spektrum autyzmu. 

### Kryteria diagnostyczneICD-10
Światowa Organizacja Zdrowia umieszcza anankastyczne zaburzenie osobowości w grupie F60.5 klasyfikacji ICD-10.
Do rozpoznania zaburzenia spełnione muszą być co najmniej trzy spośród poniższych warunków:
- nadmiar wątpliwości i ostrożności,
- pochłonięcie przez szczegóły, regulaminy, inwentaryzowanie, porządkowanie, organizowanie lub schematy postępowania,
- perfekcjonizm (przeszkadza w wypełnianiu zadań),
- nadmierna sumienność z zaniedbaniem przyjemności i relacji interpersonalnych,
- przesadna pedanteria i przestrzeganie konwencji społecznych,
- sztywność i upór,
- irracjonalne sądzenie, że inni dokładnie podporządkują swe działania sposobom działania pacjenta lub nieracjonalna niechęć do przyzwalania innym na działanie,
- natarczywe, niechciane myśli i impulsy.

### Kryteria diagnostyczneDSM-IV
- zaabsorbowanie szczegółami, regułami, porządkiem, organizacją lub harmonogramami do stopnia, w którym tracony jest podstawowy sens działalności,
- okazywanie perfekcjonizmu kolidującego z finalizowaniem zadań (np. niezdolność do dokończenia projektu, ponieważ nie zostały spełnione nasze wygórowane i ścisłe standardy),
- nadmierne poświęcenie się pracy i wydajności ze szkodą dla wolnego czasu oraz przyjaźni, które nie jest spowodowane oczywistą koniecznością ekonomiczną,
- zbytnia sumienność, skrupulatność i mała elastyczność w kwestiach moralnych, etycznych oraz dotyczących wartości, niewynikająca z kulturowej czy religijnej tożsamości,
- niezdolność do wyrzucania zużytych lub bezwartościowych przedmiotów, nawet jeżeli nie mają wartości sentymentalnej,
- niechęć do delegowania zadań lub pracy na innych, jeśli nie poddadzą się w pełni narzuconym przez nas sposobom ich wykonania,
- skąpy styl wydawania pieniędzy na siebie i na innych; pieniądze są postrzegane jako dobro, które ma być gromadzone z myślą o przyszłych katastrofach,
- okazywanie sztywności i uporu[9].